# Salih Özcan
Salih Özcan, né le 11 janvier 1998 à Cologne en Allemagne, est un footballeur international turc qui évolue au poste de milieu de terrain au Borussia Dortmund.

## Vie privée
Salih Özcan est né et a grandi en Allemagne. Ses parents sont nés en Turquie et sont citoyens turcs. Özcan n'était au départ que détenteur d'un passeport allemand, mais il est devenu par la suite citoyen turc.

## Carrière

### En club
Né en Allemagne, Özcan est d'origine turque, il a principalement fait sa carrière de jeunesse avec les équipes jeunes du 1.FC Cologne. Il a fait sa première apparition dans l'équipe première de Cologne en septembre 2016 lors d'un match contre Schalke 04. Au cours de la saison 2017-2018, il a régulièrement joué au poste de milieu de terrain central. Il a marqué son premier but en championnat le 2 septembre 2018 lors d'un match contre FC St. Pauli.
En 2017, Özcan a reçu la médaille d'or Fritz Walter du meilleur joueur U19 en Allemagne.
Le 23 août 2019, Özcan a été prêté à Holstein Kiel jusqu'à la fin de la saison 2019-2020.
Le 29 juin 2021, malgré les spéculations sur un éventuel transfert, le club a annoncé qu'Özcan avait signé un nouveau contrat de deux ans avec Cologne.
Le 23 mai 2022, il a été rapporté qu'Özcan rejoindrait le Borussia Dortmund pour la saison 2022-2023 et qu'il signerait un contrat avec le club jusqu'en 2026. Le magazine sportif allemand kicker a estimé le montant du transfert à 5 millions d'euros.

### En sélection
Il représente l'Allemagne dans les équipes de jeunes, tout en restant éligible pour jouer en équipe de Turquie.
Avec les moins de 17 ans, il participe au championnat d'Europe des moins de 17 ans en 2015. Lors de cette compétition, il joue six matchs. L'Allemagne est battue en finale par la France.
Il dispute dans la foulée la Coupe du monde des moins de 17 ans organisée au Chili. Lors du mondial junior, il joue quatre matchs. L'Allemagne est éliminée en huitièmes de finale par la Croatie.
Le 7 juin 2024, il figure dans la liste définitive des 26 joueurs sélectionnés par Vincenzo Montella pour disputer  l'Euro 2024.

## Statistiques détaillées
| Saison                | Club                  | Championnat           | Championnat | Championnat | Championnat | Coupe(s) nationale(s) | Coupe(s) nationale(s) | Coupe(s) nationale(s) | Compétition(s) continentale(s) | Compétition(s) continentale(s) | Compétition(s) continentale(s) | Compétition(s) continentale(s) | Total | Total | Total |
| Saison                | Club                  | Division              | M.          | B.          | P.d.        | M.                    | B.                    | P.d.                  | Comp.                          | M.                             | B.                             | P.d.                           | M.    | B.    | P.d.  |
| 2016-2017             | FC Cologne            | Bundesliga            | 13          | 0           | 2           | 2                     | 0                     | 0                     | -                              | -                              | -                              | -                              | 15    | 0     | 2     |
| 2017-2018             | FC Cologne            | Bundesliga            | 23          | 0           | 1           | 2                     | 0                     | 0                     | C3                             | 5                              | 0                              | 1                              | 30    | 0     | 2     |
| 2018-2019             | FC Cologne            | 2.Bundesliga          | 15          | 1           | 0           | 2                     | 0                     | 0                     | -                              | -                              | -                              | -                              | 17    | 1     | 0     |
| 2020-2021             | FC Cologne            | Bundesliga            | 29          | 0           | 1           | 3                     | 1                     | 1                     | -                              | -                              | -                              | -                              | 32    | 1     | 2     |
| 2021-2022             | FC Cologne            | Bundesliga            | 31          | 2           | 0           | 3                     | 0                     | 0                     | -                              | -                              | -                              | -                              | 34    | 2     | 0     |
| Sous-total            | Sous-total            | Sous-total            | 111         | 3           | 4           | 12                    | 1                     | 0                     | -                              | 5                              | 0                              | 1                              | 128   | 4     | 5     |
| 2019-2020             | Holstein Kiel (prêt)  | 2.Bundesliga          | 28          | 5           | 7           | 1                     | 0                     | 0                     | -                              | -                              | -                              | -                              | 29    | 5     | 7     |
| 2022-2023             | Borussia Dortmund     | Bundesliga            | 26          | 0           | 1           | 3                     | 0                     | 0                     | C1                             | 7                              | 0                              | 1                              | 36    | 0     | 2     |
| 2023-2024             | Borussia Dortmund     | Bundesliga            | 23          | 0           | 0           | 2                     | 0                     | 0                     | C1                             | 9                              | 0                              | 0                              | 34    | 0     | 0     |
| 2024-2025             | Borussia Dortmund     | Bundesliga            | 10          | 0           | 0           | -                     | -                     | -                     | C1                             | 3                              | 0                              | 0                              | 13    | 0     | 0     |
| Sous-total            | Sous-total            | Sous-total            | 59          | 0           | 1           | 5                     | 0                     | 0                     | -                              | 19                             | 0                              | 1                              | 83    | 0     | 2     |
| 2024-2025             | VFL Wolfsburg (prêt)  | Bundesliga            | 11          | 0           | 0           | 1                     | 0                     | 0                     | -                              | -                              | -                              | -                              | 12    | 0     | 0     |
| Total sur la carrière | Total sur la carrière | Total sur la carrière | 209         | 8           | 12          | 19                    | 1                     | 1                     | -                              | 24                             | 0                              | 2                              | 252   | 9     | 15    |

### En sélection
| Saison                | Sélection             | Phases finales        | Phases finales | Phases finales | Phases finales | Éliminatoires | Éliminatoires | Éliminatoires | Ligue Nations | Ligue Nations | Ligue Nations | Matchs amicaux | Matchs amicaux | Matchs amicaux | Total | Total | Total |
| Saison                | Sélection             | Compétition           | M              | B              | Pd             | M             | B             | Pd            | M             | B             | Pd            | M              | B              | Pd             | M     | B     | Pd    |
| --------------------- | --------------------- | --------------------- | -------------- | -------------- | -------------- | ------------- | ------------- | ------------- | ------------- | ------------- | ------------- | -------------- | -------------- | -------------- | ----- | ----- | ----- |
| 2021-2022             | Turquie               | -                     | -              | -              | -              | -             | -             | -             | 4             | 0             | 0             | 1              | 0              | 0              | 5     | 0     | 0     |
| 2022-2023             | Turquie               | -                     | -              | -              | -              | 4             | 0             | 0             | -             | -             | -             | 2              | 0              | 0              | 6     | 0     | 0     |
| 2023-2024             | Turquie               | Euro 2024             | 4              | 0              | 0              | 3             | 0             | 1             | -             | -             | -             | 4              | 0              | 0              | 11    | 0     | 1     |
| 2024-2025             | Turquie               | -                     | -              | -              | -              | -             | -             | -             | 1             | 0             | 0             | -              | -              | -              | 1     | 0     | 0     |
| Total sur la carrière | Total sur la carrière | Total sur la carrière | 4              | 0              | 0              | 7             | 0             | 1             | 5             | 0             | 0             | 7              | 0              | 0              | 23    | 0     | 1     |

## Palmarès

### En équipe nationale
Il est finaliste de l'Euro des moins de 17 ans en 2015 avec l'équipe d'Allemagne.

 Allemagne espoirs
- Vainqueur du championnat d'Europe espoirs en 2021